# Église Notre-Dame-de-l'Assomption d'Athies
L'église Notre-Dame-de-l'Assomption d'Athies est situé dans le centre du village d'Athies, dans l'est du département de la Somme, au sud de Péronne.

## Historique
Un prieuré bénédictin s'établit à Athies, en 1178. La construction de l'église serait contemporaine de cette fondation. Néanmoins, l'église d'Athies subit plusieurs destructions, en 1648 et en 1676 notamment. Les Espagnols en 1648 incendièrent l'église ce qui entraîna l'écroulement de la tour. En 1676, les Impériaux incendièrent une nouvelle fois l'édifice qui fut reconstruit et agrandi au XVIIIe siècle.
L'église d'Athies subit d'importants dégâts au cours de la Première Guerre mondiale, les voûtes furent percées et la tour s'effondra. La restauration débuta en 1929 et se termina en 1931.

## Caractéristiques
L'église Notre-Dame-de-l'Assomption est faite de styles composites. Le chœur et l'abside gardent des traces du style de transition entre l'art roman et l'art gothique. La nef reconstruite au XVIIe siècle est d'inspiration néo-classique. Enfin le portail sud date du milieu du XIIIe siècle tandis que le portail ouest est de style Renaissance.
Le portail sud est la partie la plus remarquable et la plus ancienne de l'église, classé monument historique depuis 1846. Il a été restauré par M. Corroyer architecte à Paris en 1866. Il n'a pas subi de dégradations lors de la Première Guerre mondiale mais a reçu un éclat d'obus en 1940. Ses voussures reposent sur des colonnes corinthiennes.
Le porche principal est divisé en deux par une colonne sur laquelle s'appuie la statue de sainte Radegonde portant dans sa main gauche le reliquaire de la Sainte-Croix.
La restauration de 1929 a modifié le clocher en lui donnant un plan octogonal qui à l'intérieur de l'édifice est décoré d'une mosaïque en verre œuvre de Jean Gaudin. Le décor intérieur est de style Art déco : mosaïques des autels, stalles, chaire à prêcher, ferronneries, etc..

## Photos

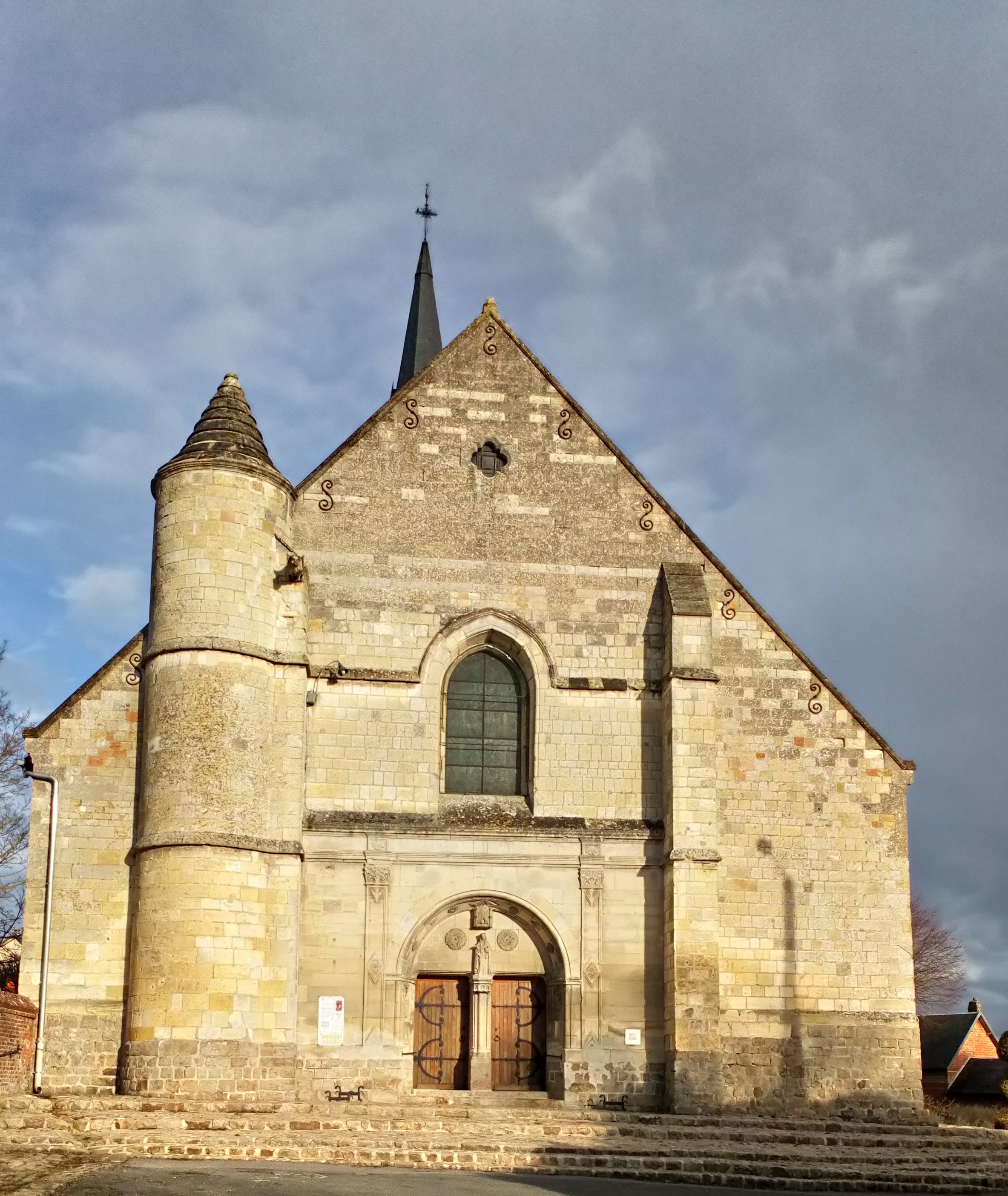
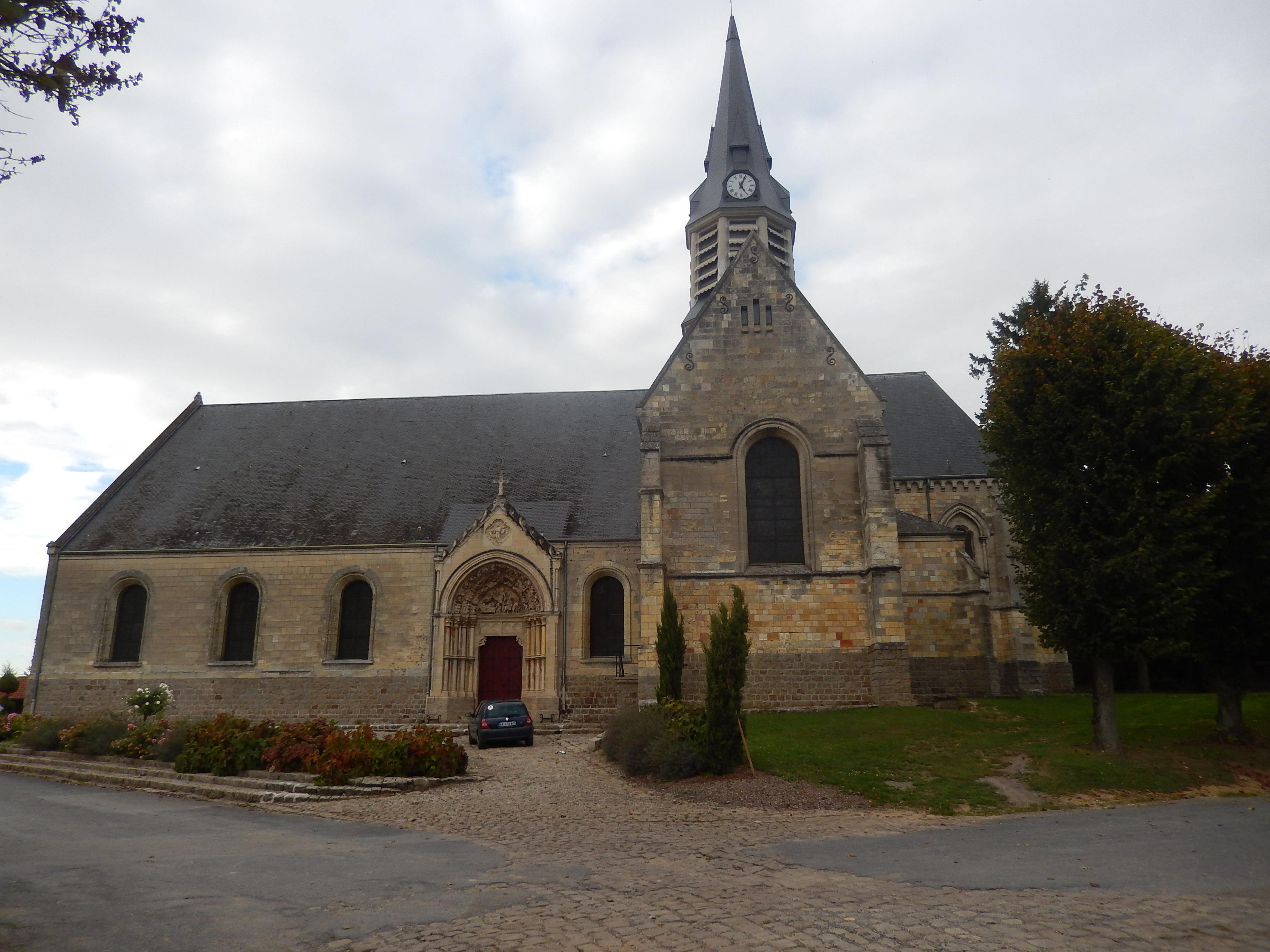
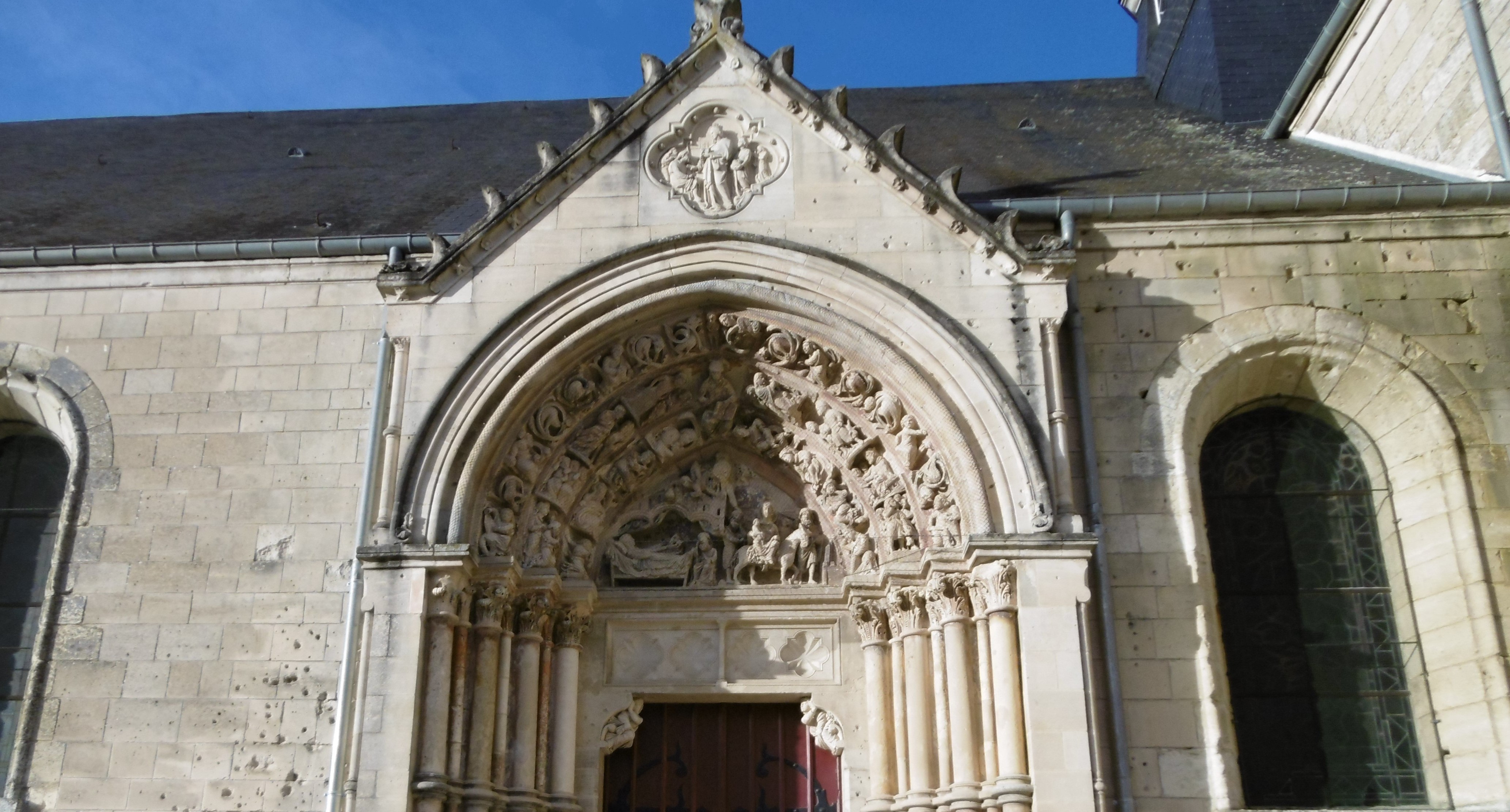
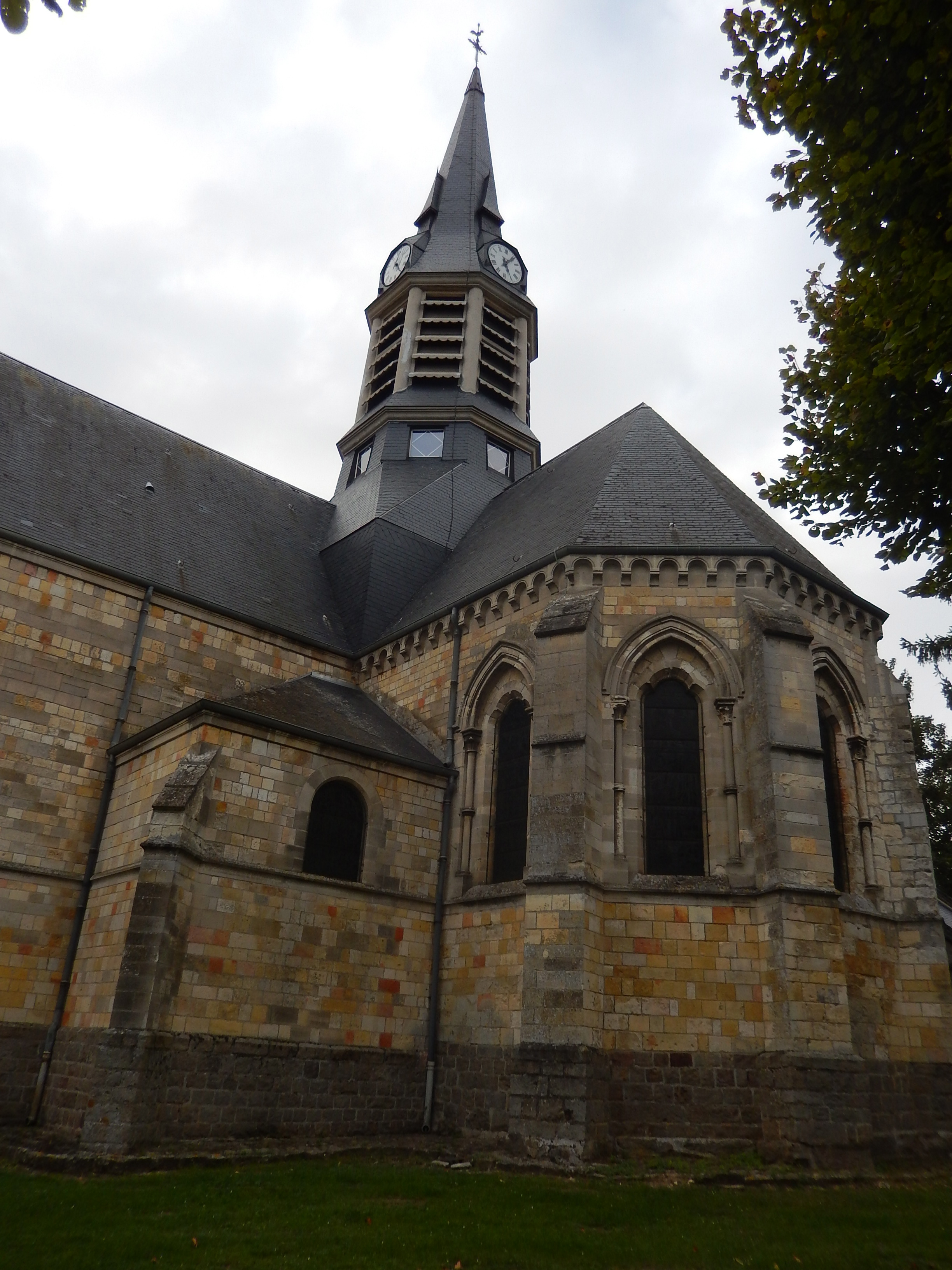
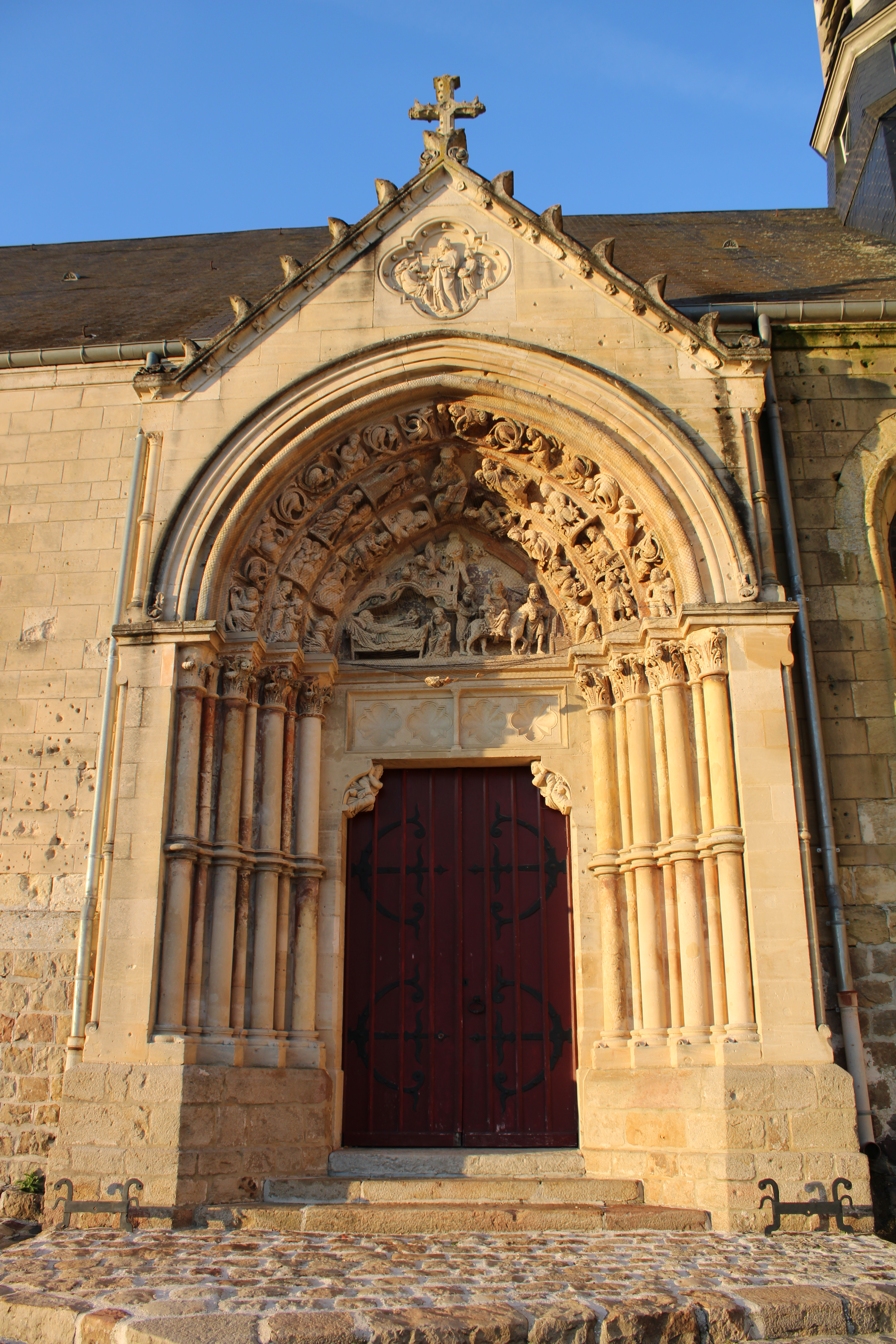
Le portail sud.